# Fusisporium roseolum
Fusisporium roseolum är en svampart som beskrevs av Stephens 1850. Fusisporium roseolum ingår i släktet Fusisporium och familjen Nectriaceae.   Inga underarter finns listade i Catalogue of Life.